# Squalus
Squalus és un gènere de taurons de la família Squalidae.

## Taxonomia
- Squalus acanthias
- Squalus acutirostris
- Squalus blainville
- Squalus cubensis
- Squalus japonicus
- Squalus magalops
- Squalus melanurus
- Squalus mitsukurii
- Squalus rancureli